# 臺北市文化國小襲擊事件
臺北市文化國小襲擊事件，是指2015年5月29日發生於臺灣臺北市北投區的一宗刑事案件，事件造成一名女性學童受襲身亡。

## 事件經過

### 案發
2015年5月29日下午16時20分左右，嫌犯龔重安翻越北投區某國小校園後門圍牆，至四樓6年1班旁的女廁所，拿出預藏的水果刀，於16時30分朝落單的8歲女童的頸部割下2刀，傷口達10公分，女童當場倒地。嫌犯在廁所內「確認」成果後，於16時36分使用手機打電話給110，自稱犯案。

### 急救與事後處置
下午5時許，女童被送至臺北榮民總醫院進行急救，於晚上9時許完成緊急手術，送至加護病房。根據臺北榮總外科主任溫義嗣說法，女童頸部的氣管、血管、肌肉被割斷，到院時無呼吸、心跳與意識，院方緊急將斷裂部位接合，生命徵象一度稳定。
2015年5月30日，女童宣告不治身亡。

## 警方偵辦
根據臺北市政府警察局局長邱豐光表示，嫌犯龔重安，75年次，男性，畢業於文化國小，目前失業中，嫌犯供稱，找不到工作想洩憤。加上吸安毒、失眠及產生幻想、幻聽，忍受不了才會隨機殺人。
但警方查出嫌犯曾任職一家保全公司，該公司員工受訪時稱嫌犯平時表現是個正直而且有禮貌的人，平時看不出有何異狀。案發前從一家快遞公司曠職，亦無精神病紀錄。被押送至警局時，嫌犯一度遭到聞訊趕到的市民追打。

## 相關人反應

### 被害者家屬
文化國小割喉案過了4個多月，劉小妹的家屬請求國家賠償新台幣800萬元，文化國小校方不認為有故意疏失。臺北市政府教育局坦言，這是市府首次受理校園入侵隨機殺人的國賠案件，是否有疏失，仍待臺北市政府法務局國家賠償事件處理委員會審議。

### 兇嫌家屬
嫌犯的大哥於同日晚間出面公開向被害人家屬道歉，稱不會尋求法院輕判弟弟，只希望女童能好轉。

## 各界反應

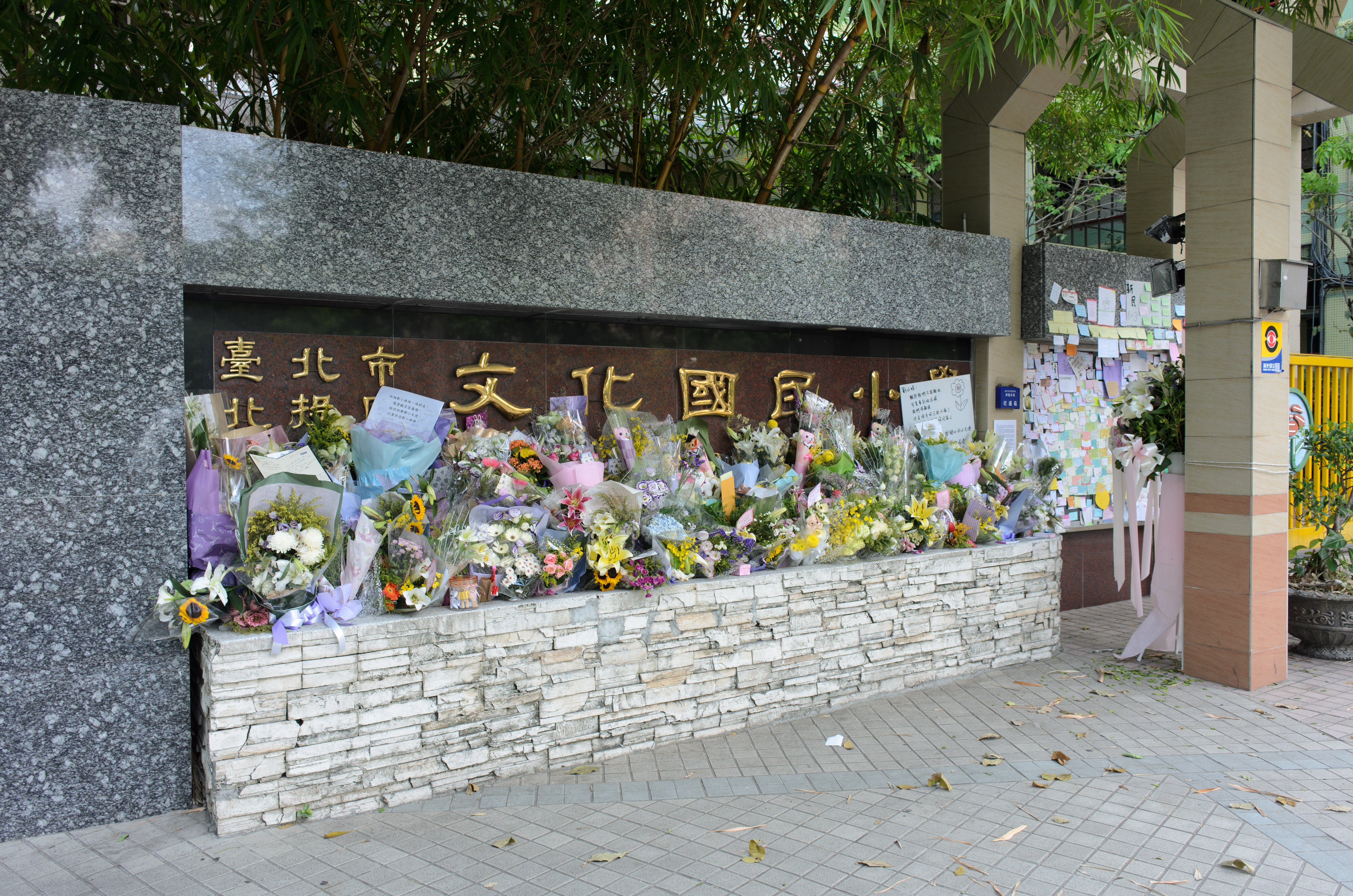
劉氏遇害後，文化國小正門旁各界悼念的花束與卡片（2015年6月3日）。

### 政府
- 行政院院長毛治國表達哀悼與悲痛，並感謝北榮醫療團隊的努力，於5月29日晚間已經立即指示教育部加強校園安全維護[14]。
- 台北市市長柯文哲於晚間九時和相關局處緊急開會討論，柯表示將重建校園安全、檢討警察進校園的SOP、組專案小組、請市民為傷者祈禱[15]。

### 民意代表
- 2015年6月1日，基隆市議會教育小組在召集人鄭林清良帶領之下，前往基隆市政府教育處召開校園安全會議，並聽取教育處的應變措施。基隆市政府教育處代理處長陳淑貞表示，她在女童命案事件發生後，第一時間就用手機通訊軟體與各中小學校長聯繫，請各校務必提高教職員工生安全意識、督請學校保全或警衛落實門禁管理並強化巡邏檢查密度，以有效維護校園及學生安全。另外，基隆市市長林右昌指示，基隆市政府教育處與基隆市警察局於當天的基隆市政府市務會議針對基隆市校園安全進行專案報告，再由市長正式對外說明[16]。
- 台北市議員陳慈慧接獲民眾陳情稱，文化國小附近的文化公園因照明不足，且灌木樹叢密集、雜亂，易成治安死角，要求相關單位儘速處理；臺北市政府工務局公園路燈工程管理處承諾修剪樹木並增設路燈，增加民眾經過此地的安全性。公燈處於2015年6月5日到場參與會勘，會後承諾增設照明設備並移除部分灌木樹叢，增加民眾經過此處的安全性[17]。

## 判決年表
- 2015年7月15日，本案涉案人龔重安被士林地檢署求處死刑[18]。
- 2016年2月26日，士林地方法院一審宣判，判處無期徒刑，褫奪公權終身。
- 2017年5月9日，高等法院二審宣判，判處無期徒刑，褫奪公權終身。
- 2017年8月3日，最高法院維持二審判決，判處無期徒刑，褫奪公權終身定讞。